# János Greminger
János Greminger (né le 5 mai 1929 à Szeged) est un ancien joueur hongrois de basket-ball.

## Carrière
János Greminger participe aux Jeux olympiques 1952, en 1960 à Rome où la Hongrie termine 9e et en 1964 à Tokyo, où l'équipe termine à la 13e place.